# Pedro Tavima
Pedro Tavima (Cali, Valle del Cauca, Colombia, 16 de noviembre de 1985) es un futbolista colombiano que juega de Defensa.
Tavima inició su carrera como profesional en el Real Cartagena en la categoría primera B. Se caracteriza por su buen juego aéreo y seguridad a la hora de marcar, no complicándose con el balón.
En el mes de marzo de 2010 sufrió una lesión en el menisco de la rodilla derecha, por lo que fue sometido a cirugía.

## Clubes
| Club              | País     | Año         |
| ----------------- | -------- | ----------- |
| Real Cartagena    | Colombia | 2004 - 2007 |
| América de Cali   | Colombia | 2007 - 2009 |
| Junior            | Colombia | 2010        |
| Real Cartagena    | Colombia | 2011        |
| América de Cali   | Colombia | 2013        |
| Boyacá Chicó      | Colombia | 2014 - 2015 |
| Alianza Petrolera | Colombia | 2016 - 2017 |
| Orsomarso         | Colombia | 2019        |

## Palmarés

### Campeonatos nacionales
| Título              | Club            | País     | Año  |
| ------------------- | --------------- | -------- | ---- |
| Primera B           | Real Cartagena  | Colombia | 2004 |
| Torneo Finalización | América de Cali | Colombia | 2008 |
| Torneo Apertura     | Junior          | Colombia | 2010 |